# Persone di nome Daniele/Calciatori
| Questa pagina contiene informazioni ricavate automaticamente dalle voci biografiche con l'ausilio del template Bio e di un bot. L'aggiornamento è periodico e automatico e ricostruisce completamente la pagina. Se manca una persona in questa lista, sei pregato di non aggiungerla, ma accertati piuttosto che la sua voce biografica contenga il template Bio e che i dati anagrafici siano correttamente compilati. Se il template Bio manca, inseriscilo tu stesso o, in alternativa, metti l'avviso {{tmp\|Bio}} che ne segnala la mancanza. Se i dati riportati sono sbagliati, correggi direttamente la voce biografica; le modifiche saranno visibili in questa lista entro pochi giorni. Per chiarimenti vedi il progetto antroponimi. La lista contiene solo le 54 persone che sono citate nell'enciclopedia e per le quali è stato implementato correttamente il template Bio. Pagina aggiornata al 18 apr 2019. |

Questa è una lista di persone presenti nell'enciclopedia che hanno il prenome Daniele e come attività principale sono Calciatori

## A(3)
- Daniele Adani, ex calciatore italiano (Correggio, n.1974)
- Daniele Altobelli, calciatore italiano (Terracina, n.1993)
- Daniele Amerini, ex calciatore italiano (Firenze, n.1974)

## B(6)
- Daniele Balli, ex calciatore italiano (Firenze, n.1967)
- Daniele Baselli, calciatore italiano (Manerbio, n.1992)
- Daniele Beltrammi, ex calciatore italiano (Roma, n.1974)
- Daniele Bonera, calciatore italiano (Brescia, n.1981)
- Daniele Borsato, calciatore italiano (Nove di Bassano, n.1921)
- Daniele Buzzegoli, calciatore italiano (Firenze, n.1983)

## C(8)
- Daniele Cacia, calciatore italiano (Catanzaro, n.1983)
- Daniele Capelli, calciatore italiano (Seriate, n.1986)
- Daniele Catto, ex calciatore italiano (Prata di Pordenone, n.1962)
- Daniele Chiarini, calciatore italiano (Bibbiena, n.1979)
- Daniele Conti, ex calciatore italiano (Fossombrone, n.1962)
- Daniele Corti, calciatore italiano (Cantù, n.1980)
- Daniele Corvia, calciatore italiano (Roma, n.1984)
- Daniele Croce, calciatore italiano (Giulianova, n.1982)

## D(9)
- Daniele Dalla Bona, calciatore italiano (Varese, n.1983)
- Daniele Danieli, ex calciatore italiano (Venezia, n.1934)
- Daniele Davin, ex calciatore italiano (Torino, n.1962)
- Daniele De Rossi, calciatore italiano (Roma, n.1983)
- Daniele De Vezze, calciatore italiano (Roma, n.1980)
- Daniele Degano, calciatore italiano (Crema, n.1982)
- Daniele Dessena, calciatore italiano (Parma, n.1987)
- Daniele Di Donato, ex calciatore e allenatore di calcio italiano (Giulianova, n.1977)
- Daniele Dichio, ex calciatore inglese (Hammersmith, n.1974)

## F(1)
- Daniele Federici, calciatore italiano (Tarquinia, n.1988)

## G(3)
- Daniele Gasparetto, calciatore italiano (Montebelluna, n.1988)
- Daniele Gastaldello, calciatore italiano (Camposampiero, n.1983)
- Daniele Goletti, ex calciatore italiano (Viterbo, n.1958)

## I(1)
- Danny Invincibile, calciatore australiano (Brisbane, n.1979)

## L(1)
- Daniele Limonta, ex calciatore italiano (Monza, n.1967)

## M(9)
- Daniele Magliocchetti, calciatore italiano (Roma, n.1986)
- Daniele Maiani, calciatore sammarinese (n.1993)
- Daniele Mannini, calciatore italiano (Pisa, n.1983)
- Daniele Martinelli, calciatore italiano (Torino, n.1982)
- Daniele Martinetti, ex calciatore italiano (Roma, n.1981)
- Daniele Massaro, ex calciatore italiano (Monza, n.1961)
- Daniele Mignanelli, calciatore italiano (Cantù, n.1993)
- Daniele Mori, calciatore italiano (Livorno, n.1990)
- Daniele Moruzzi, calciatore italiano (Genova, n.1900 - Genova, †1989)

## P(4)
- Daniele Padelli, calciatore italiano (Lecco, n.1985)
- Daniele Paponi, calciatore italiano (Ancona, n.1988)
- Daniele Pignieri, ex calciatore italiano (n.1975)
- Daniele Portanova, ex calciatore italiano (Roma, n.1978)

## Q(1)
- Daniele Quadrini, calciatore italiano (Roma, n.1980)

## R(4)
- Daniele Ragatzu, calciatore italiano (Cagliari, n.1991)
- Daniele Revere, ex calciatore italiano (Sesto Calende, n.1924)
- Daniele Rugani, calciatore italiano (Lucca, n.1994)
- Daniele Russo, calciatore svizzero (n.1985)

## S(1)
- Daniele Sciaudone, calciatore italiano (Bergamo, n.1988)

## T(1)
- Daniele Tacconi, ex calciatore italiano (Pelago, n.1960)

## V(2)
- Daniele Vantaggiato, calciatore italiano (Brindisi, n.1984)
- Daniele Verde, calciatore italiano (Napoli, n.1996)